# Town of Seattle Ordinance No. 5
Die Ordinance No. 5 mit dem Untertitel An Ordinance for the Removal of Indians (dt.: „Verordnung zur Umsiedlung der Indianer“) war eine Verordnung des Verwaltungsrat der Stadt Seattle im Washington Territory.
Kurz nach der Gründung der Siedlung im Jahr 1865 erließ der Verwaltungsrat der Stadt die Verordnung. Sie verwies alle amerikanischen Ureinwohner aus der Stadt, sofern sie nicht bei einem weißen Siedler angestellt und untergebracht waren. Die Verordnung vom 7. Februar 1865 verbot allen amerikanischen Ureinwohnern, innerhalb der Stadtgrenzen von Seattle zu leben.
Obwohl das Gesetz vom Stadtmarschall durchgesetzt wurde, gelang es ihm letztlich nicht, die Duwamish aus Seattle zu vertreiben. Viele zogen in Siedlungen unmittelbar außerhalb der Stadtgrenzen. Die Verordnung wurde nach der Auflösung Seattles durch eine Petition im Januar 1867 endgültig aufgehoben. Sie wurde nicht wieder in Kraft gesetzt, als Seattle 1869 wieder zur Stadt erklärt wurde, obwohl andere Gesetze gegen die indigene Bevölkerung weiterhin galten.

## Hintergrund
Das vom Volk der Duwamish bewohnte Gebiet, das zuvor zum umstrittenen und weitgehend unbesiedelten Oregon Country gehörte, fiel 1851 nach zwei von Arthur Denny und Luther Collins angeführten Siedlertreks unter direkte amerikanische Kolonialbesiedlung. Die amerikanischen Siedler, von den Duwamish „Bostons“ genannt, pflegten anfangs relativ gute Beziehungen zu den Ureinwohnern. Ureinwohner und Siedler arbeiteten zusammen, und es kam zu einigen Mischehen zwischen Siedlern und Ureinwohnerinnen. Allerdings begegneten die Siedler den Ureinwohnern zunehmend mit Verachtung. Drei Siedler wurden vom Vorwurf der Lynchjustiz an Mesatchie Jim, einem Duwamish, freigesprochen. Dies führte zu einem Teufelskreis der Gewalt zwischen Siedlern und Ureinwohnern, in dessen Folge Selbstjustiz sowohl an Siedlern als auch an Ureinwohnern stattfand.
Der Vertrag von Point Elliott (Treaty of Point Elliott) aus dem Jahr 1855 wurde von Territorialgouverneur Isaac Stevens ins Leben gerufen und sollte die Duwamish in das Reservat der Suquamish zwingen. Unterzeichnet wurde er von Seattle, dem Häuptling der Duwamish und Suquamish, der freundschaftliche Beziehungen zu den frühen Siedlern gepflegt hatte und schließlich zum Namensgeber der neuen Siedlung wurde. Der Vertrag wurde jedoch mehrere Jahre lang nicht vom Kongress ratifiziert. In dieser Zeit brach aufgrund von Vertragsstreitigkeiten der Puget-Sound-Krieg aus. Seattle blieb in diesem Konflikt neutral und evakuierte viele Duwamish in das Reservat der Suquamish, bevor 1856 die Schlacht von Seattle (Battle of Seattle) ausbrach.
Die meisten Duwamish kehrten bis Ende 1856 in ihr an die Stadt Seattle angrenzendes Gebiet zurück. Die lokale und territoriale Regierung versuchte wiederholt, sie von der Landenge zu vertreiben, um die vollständige Kontrolle über Land und Ressourcen zu erlangen und die Rassentrennung aufrechtzuerhalten.

## Verordnung
Die Verordnung war Teil einer ersten Liste von fünf Verordnungen des neu gegründeten Kuratoriums der Stadt Seattle, die alle am 7. Februar 1865 von dessen Präsident Charles C. Terry unterzeichnet wurden. Verordnung Nr. 5 war in drei Abschnitte gegliedert. Der erste verbot allen amerikanischen Ureinwohnern, in Straßen, Hauptstraßen, Gassen oder unbebauten Grundstücken in der Stadt Seattle zu wohnen. Das Gebiet wurde damals durch die Grundstücksgrenzen von Charles Plummer im Süden und William Nathaniel Bell im Norden begrenzt. Der zweite Abschnitt sah eine Ausnahme für von Siedlern beschäftigte Ureinwohner vor, sofern die Unterkunft „auf ihrem eigenen Wohnort oder in unmittelbarer Nähe“ („on, or immediately attached to their own place of residence“) bereitgestellt wurde. Der dritte Abschnitt übertrug die Durchsetzung des Gesetzes dem Stadtmarschall (Town Marshal).
Aufgrund ihrer entscheidenden Bedeutung für die damaligen Siedlungen in der Region wurden Bestimmungen erlassen, die die Weiteransiedlung indigener amerikanischer Arbeiter ermöglichten. Die Stadt Seattle (Town of Seattle) und ihre entsprechenden Verordnungen wurden am 18. Januar 1867 nach einer weitverbreiteten öffentlichen Petition zur Auflösung der Stadt abgeschafft. 1869 wurde sie als Stadt Seattle (City of Seattle) neu gegründet. Obwohl die Verordnung Nr. 5 nie wieder in Kraft trat, blieben ähnliche Maßnahmen gegen die Ureinwohner in Kraft, wie beispielsweise das Verbot von Ehen zwischen Ureinwohnern und Weißen aus dem Jahr 1866 und der wiederholte Druck der Siedler in Seattle gegen die Gründung eines Duwamish-Reservats.

## Auswirkungen

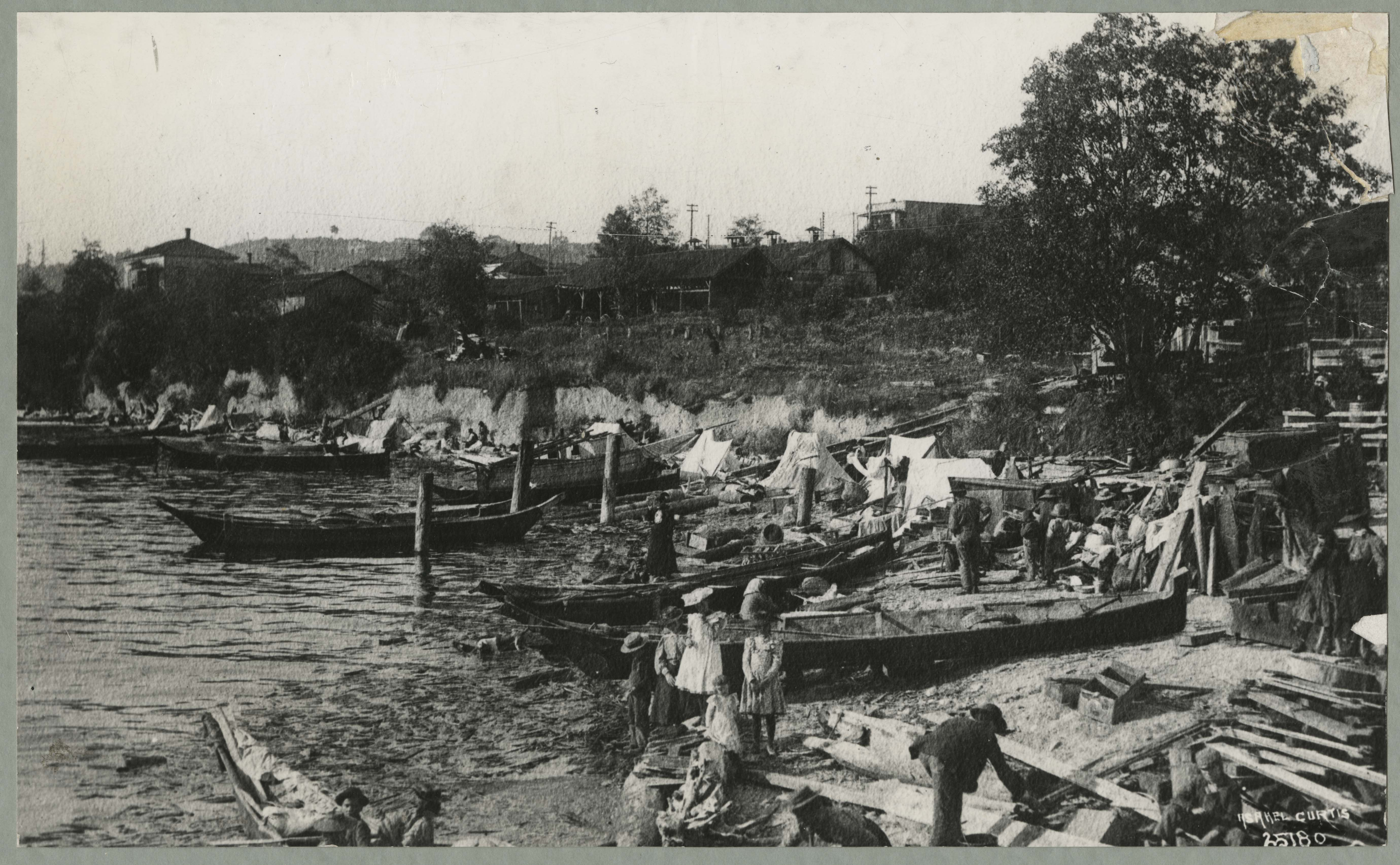
Indianer und ihre Kanus an der Belltown coast, ca. 1898.

Entgegen ihrer Absichten war die Verordnung nicht vollständig erfolgreich darin, die amerikanischen Ureinwohner aus der Stadt Seattle zu vertreiben. Die Präsenz der Ureinwohner in und um die Stadt blieb bestehen. Ein Beobachter behauptete, Häuptling Seattle 1865 selbst innerhalb der Stadtgrenzen gesehen zu haben.
Viele Duwamish, die innerhalb der Grenzen von Seattle lebten, suchten Zuflucht in Babaqʷəb, im heutigen Stadtteil Belltown in der Innenstadt von Seattle. An diesem traditionellen Winterdorf befanden sich zwei Langhäuser, die zum Sammeln von Shallon-Scheinbeeren und zum Lachsfischen genutzt wurden. Während der Geltungsdauer der Verordnung Nr. 5 war dies das nächstgelegene Dorf, in dem die Duwamish wohnen durften. Auch nach der Aufhebung diente das Gebiet den vertriebenen Duwamish als Zufluchtsort. Ab den 1880er Jahren wurden Zelte und Hütten entlang des Strandes errichtet. Andere Duwamish ließen sich in Herring’s House (Lushootseed: t̓uʔəlaltxʷ) am Duwamish-Delta nieder, wurden jedoch später durch Brandanschläge aus den Stadtgrenzen vertrieben.

## Nachwirkungen
Anlässlich des 150. Jahrestages der Verabschiedung der Verordnung am 7. Februar 2015 verabschiedete das Metropolitan King County Council eine Resolution, die den 7. Februar zum Gedenktag für die Vertreibung der amerikanischen Ureinwohner (Native American Expulsion Remembrance Day) erklärte. Die Verordnung von 1865 sei eine von mehreren Maßnahmen der Stadtverwaltung und der Einwohner Seattles gewesen, die den indigenen Völkern schadeten. Die Resolution wurde von lokalen indigenen Aktivisten begrüßt.